# Bruxelles-Ingooigem 1977
La Bruxelles-Ingooigem 1977, trentesima edizione della corsa, si svolse il 15 giugno su un percorso con arrivo a Ingooigem. Fu vinta dal belga Walter Planckaert della squadra Maes Pils-Mini-Flat davanti ai connazionali Willy Teirlinck e Frans Van Looy.

## Ordine d'arrivo (Top 10)
| Pos. | Corridore             | Squadra                | Tempo |
| ---- | --------------------- | ---------------------- | ----- |
| 1    | Walter Planckaert     | Maes Pils-Mini-Flat    |       |
| 2    | Willy Teirlinck       | Gitane-Campagnolo      |       |
| 3    | Frans Van Looy        | Maes Pils-Mini-Flat    |       |
| 4    | Benny Schepmans       | Frisol-Thirion-Gazelle |       |
| 5    | Luc D'Hondt           | Maes Pils-Mini-Flat    |       |
| 6    | Etienne Van der Helst | Maes Pils-Mini-Flat    |       |
| 7    | Rene Wuyckens         | Frisol-Thirion-Gazelle |       |
| 8    | Eric Jaques           | Maes Pils-Mini-Flat    |       |
| 9    | Eric Van de Wiele     | Maes Pils-Mini-Flat    |       |
| 10   | Hendrik Vandenbrande  | Ebo-Superia            |       |